# Арапетов, Иван Иванович
Иван (Ованес) Иванович Арапетов (1774—1846) — тульский губернский предводитель дворянства в 1838-1844 годах.

## Биография
Происходил из российских дворян армянского происхождения, помещик Алексинского и Одоевского уездов Тульской губернии. Брат генерал-майора Павла Ивановича Арапетова (1780—1853), дядя государственного деятеля Ивана Павловича Арапетова (1813—1887).
В 1788 году поступил во 2-й кадетский корпус, откуда в 1793 году выпустился во 2-й Канонирский полк. Однако уже через полтора месяца его вернули обратно в корпус, где он служил до восшествия на престол Павла I.
В 1796 году переведён подпоручиком в Лейб-гвардии Артиллерийский батальон.
9 сентября 1800 года Арапетов получил свою первую награду:
Усердная и ревностная служба ваша обратила на вас Императорское Наше внимание, почему в изъявление особливого Нашего к вам благоволения пожаловали Мы вас почётным кавалером державного ордена Св. Иоанна Иерусалимского.
В 1801 году отставлен по прошению в чине штабс-капитана, но уже в августе того же года поступил майором в 6-й Артиллерийский полк.
В 1804 году окончательно покинул по болезни службу.
В 1838-1844 годах избирался тульским губернским предводителем дворянства.

## Награды
- Орден Святого Иоанна Иерусалимского почётный кавалерский крест (9 сентября 1800)[2]
- Орден Святой Анны 2-й степени (16 апреля 1841)[3]; императорская корона к ордену (26 ноября 1843)[4]
- Медаль «В память Отечественной войны 1812 года» в бронзе

## Семья
В 1802 году женился на Елизавете Екимовне (Иоакимовне) Лазаревой (1783—1868), дочери Екима Лазаревича Лазарева (1743-1826), основателя Лазаревского института восточных языков.
- Портрет И. И. Арапетова работы К. В. Барду, 1818 г.
- Портрет Е. Е. Арапетовой работы К. В. Барду, 1820 г.
- Портрет И. И. Арапетова работы неизвестного художника, 1840-е гг.
- Портрет Е. Е. Арапетовой работы неизвестного художника, 1840-е гг.